# Оріент (Айова)
Оріент (англ. Orient) — місто (англ. city) в США, в окрузі Адер штату Айова. Населення — 368 осіб (2020).

## Географія
Оріент розташований за координатами 41°12′12″ пн. ш. 94°25′4″ зх. д. / 41.20333° пн. ш. 94.41778° зх. д. (41.203288, -94.417898).  За даними Бюро перепису населення США в 2010 році місто мало площу 1,18 км², уся площа — суходіл.

## Демографія
Згідно з переписом 2010 року, у місті мешкало 408 осіб у 169 домогосподарствах у складі 118 родин. Густота населення становила 347 осіб/км².  Було 186 помешкань (158/км²).
Расовий склад населення:
| - 98,0 % — білих - 0,2 % — корінних американців |

До двох чи більше рас належало 1,5 %. Частка іспаномовних становила 2,2 % від усіх жителів.
За віковим діапазоном населення розподілялося таким чином: 22,1 % — особи молодші 18 років, 62,5 % — особи у віці 18—64 років, 15,4 % — особи у віці 65 років та старші. Медіана віку мешканця становила 40,0 року. На 100 осіб жіночої статі у місті припадало 99,0 чоловіків;  на 100 жінок у віці від 18 років та старших — 100,0 чоловіків також старших 18 років.
Середній дохід на одне домашнє господарство  становив 62 172 долари США (медіана — 44 063), а середній дохід на одну сім'ю — 85 715 доларів (медіана — 57 813). За межею бідності перебувало 16,0 % осіб, у тому числі 25,6 % дітей у віці до 18 років та 29,0 % осіб у віці 65 років та старших.
Цивільне працевлаштоване населення становило 182 особи. Основні галузі зайнятості: виробництво — 26,9 %, освіта, охорона здоров'я та соціальна допомога — 24,7 %, будівництво — 13,2 %, роздрібна торгівля — 6,0 %.